# 1997 JD15
1997 JD15 är en asteroid i huvudbältet som upptäcktes den 3 maj 1997 av den belgiske astronomen Eric W. Elst vid La Silla-observatoriet.
Asteroiden har en diameter på ungefär 3 kilometer